# Жужеляны
Жужеляны (укр. Жужеляни) — село в Белзской городской общине Шептицкого района Львовской области Украины.
Население по переписи 2001 года составляло 676 человек. Занимает площадь 1,577 км². Почтовый индекс — 80046. Телефонный код — 3257.

## Известные уроженцы и жители
- Селецкий, Кирилл (1835—1918) — священник Украинской грекокатолической церкви, духовный писатель, публицист, просветитель, общественный деятель.